# دوروکهان توکوز
دوروکهان توکوز (انگلیسی: Dorukhan Toköz؛ زادهٔ ۲۱ مهٔ ۱۹۹۶) بازیکن فوتبال اهل ترکیه است.
از باشگاه‌هایی که در آن بازی کرده‌است می‌توان به باشگاه فوتبال اسکی‌شهراسپور اشاره کرد.
وی همچنین در تیم‌های ملی فوتبال زیر ۲۱ سال ترکیه و ترکیه بازی کرده‌است.